# Skejtvasan
Skejtvasan var Vasaloppsveckans enda Skatelopp. Deltagaren kunde välja mellan två olika distanser: 30 kilometer (sedan premiäråret 2002) och 45 kilometer (sedan 2006), bägge med start på Gamla Timmerterminalen i Oxberg och målgång i Mora, Dalarna. Skejtvasan följde samma spårdragning som Kortvasan 30 km och Halvvasan 45 km. I detta lopp åkte utövaren skate dvs. med skridskoteknik med skidor utan fästvalla, och det fanns inte några förpreparerade spår uppdragna. 

## Historik
I stora Vasaloppet var 1986 sista gången man fick skejta, 1987 blev klassisk stil obligatorisk. 1995–1999 provades en skejtdag i Öppet spår, där valet stod mellan fristil och klassisk stil, men det blev ingen stor succé. och 2002 hade Skejtvasan premiär. Skejtvasan försvann till Vasaloppsveckan 2013. Detta på grund av att Stafettvasan hade ökat så mycket i popularitet och vuxit deltagarmässigt, och slog då ut Skejtvasan som inte kunde köras under någon annan dag på veckan.

## Slutsegrare

### Herrar
| Årtal            | Slutsegrare                              | Källor |
| ---------------- | ---------------------------------------- | ------ |
| 1 mars 2002      | Morgan Göransson, Åsarna IK              | [ 2 ]  |
| 28 februari 2003 | Björn Lind, Hudiksvalls IF               | [ 2 ]  |
| 2 mars 2004      | Fredrik Persson, Åsarna IK               | [ 2 ]  |
| 4 mars 2005      | Fredrik Östberg, Falun-Borlänge SK       | [ 2 ]  |
| 1 mars 2006      | Marcus Hellner, Gellivare Skidallians IK | [ 2 ]  |
| 2 mars 2007      | Espen Harald Bjerke, Norge               | [ 2 ]  |
| 29 februari 2008 | Anders Högberg, IFK Umeå                 | [ 2 ]  |
| 27 februari 2009 | Ola Erik Heen Moe, Norge                 | [ 2 ]  |
| 5 mars 2010      | Ole-Marius Bach, Norge                   | [ 2 ]  |
| 4 mars 2011      | Ted Armgren, Vilhelmina IK               | [ 2 ]  |
| 2 mars 2012      | Ole-Marius Bach, Norge                   | [ 2 ]  |

### Damer
| Årtal            | Slutsegrare                         | Källor |
| ---------------- | ----------------------------------- | ------ |
| 1 mars 2002      | Jenny Limby, IFK Mora               | [ 2 ]  |
| 28 februari 2003 | Unni Ödegård, Norge                 | [ 2 ]  |
| 2 mars 2004      | Unni Ödegård, Norge                 | [ 2 ]  |
| 4 mars 2005      | Elin Ek, IFK Mora                   | [ 2 ]  |
| 1 mars 2006      | Maria Gräfnings, Domnarvets GoIF    | [ 2 ]  |
| 2 mars 2007      | Maria Rydqvist, Östersunds SK       | [ 2 ]  |
| 29 februari 2008 | Hilde Gjermundshaug Pedersen, Norge | [ 2 ]  |
| 27 februari 2009 | Hilde Gjermundshaug Pedersen, Norge | [ 2 ]  |
| 5 mars 2010      | Jennie Öberg, Piteå Elit SK         | [ 2 ]  |
| 4 mars 2011      | Solfrid Braathen, Norge             | [ 2 ]  |
| 2 mars 2012      | Maria Ström Nakstad, Norge          | [ 2 ]  |